# Rasul Bokijew
Rasul Bokijew (tadż. Расул Боқиев; ur. 29 września 1982 roku) – judoka tadżycki startujący w kategorii do 73 kilogramów. Jego największymi sukcesami są brązowe medale na takich imprezach jak Mistrzostwa Świata, czy letnie igrzyska olimpijskie. Dzięki zwycięstwu nad Belgiem Dirkiem van Ticheltem, stał się pierwszym w historii niepodległego Tadżykistanu medalistą igrzysk olimpijskich.
W 2006 roku zdobył brązowy medal igrzysk azjatyckich w Doha w kategorii do 60 kilogramów. Cztery lata później, w Kantonie, był również trzeci.

## Igrzyska olimpijskie
Pekin 2008
| Faza        | Przeciwnik             | Wynik                     |
| ----------- | ---------------------- | ------------------------- |
| 1/16 finału | Eric Kibanza Lundoloki | Zwycięstwo przez waza-ari |
| 1/8 finału  | Hennadij Biłodid       | Zwycięstwo przez ippon    |
| 1/4 finału  | Si Rijigawa            | Zwycięstwo przez ippon    |
| 1/2 finału  | Wang Ki-Chun           | Porażka przez yuko        |
| O 3 miejsce | Dirk van Tichelt       | Zwycięstwo przez yuko     |

Londyn 2012
| Faza        | Przeciwnik           | Wynik                       |
| ----------- | -------------------- | --------------------------- |
| 1/16 finału | Danny Williams       | Zwycięstwo przez tai-otoshi |
| 1/8 finału  | Navro'z Jo'raqobilov | Zwycięstwo przez ippon      |
| 1/4 finału  | Riki Nakaya          | Porażka przez yuko          |
| repasaż     | Ugo Legrand          | Porażka przez yuko          |